# Aeroportul McArthur River Mine
Aeroportul McArthur River Mine (IATA: MCV, ICAO: YMHU) este un aeroport din Teritoriul de Nord, Australia.
Situat la o altitudine de 43 m, aeroportul dispune de o singură pistă.